# Bürger-Töchterschule (Cottbus)

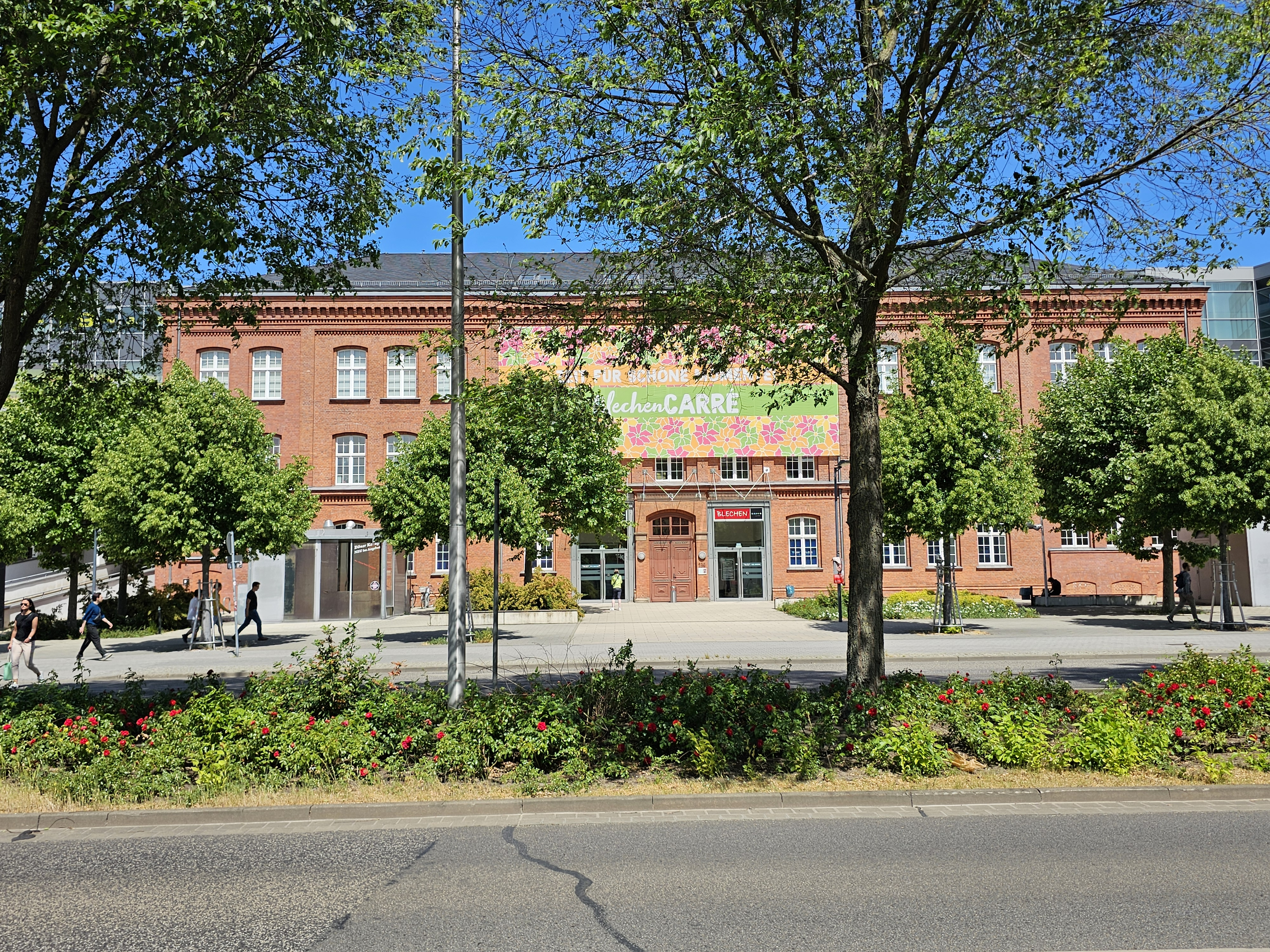
Ehemalige Bürger-Töchterschule (2024)

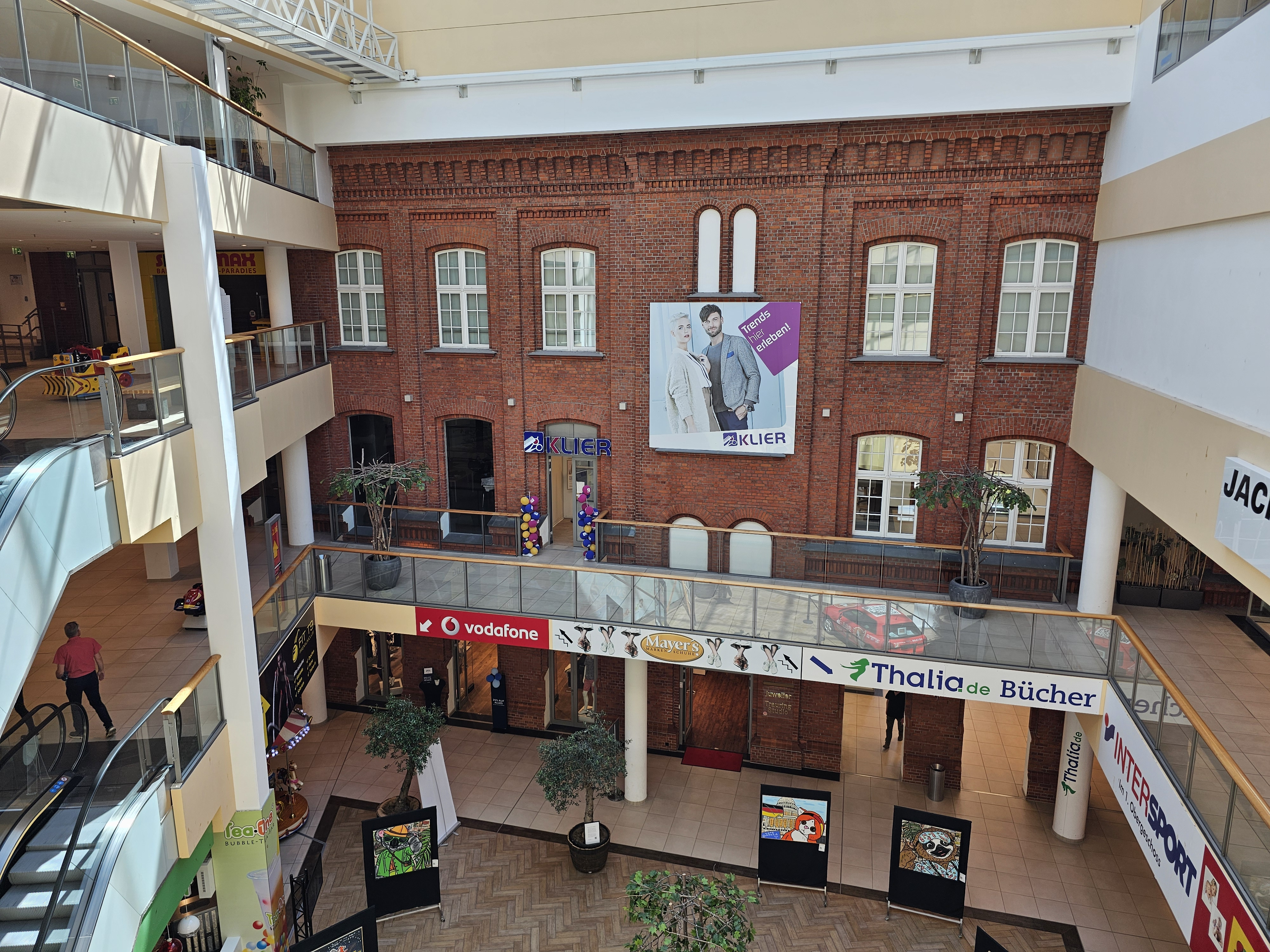
Ansicht der Nordfassade innerhalb des Blechen Carrés (2024)

Die Bürger-Töchterschule ist eine ehemalige Mädchenschule und die Bezeichnung für deren unter Denkmalschutz stehendes Unterrichtsgebäude in der Stadt Cottbus in Brandenburg. Das Gebäude befindet sich in der Karl-Liebknecht-Straße im Stadtteil Mitte und ist heute ein Teil des Einkaufszentrums Blechen Carré.

## Geschichte
Die Bürger-Töchterschule wurde 1859 gegründet, das Schulgebäude wurde zwischen 1873 und 1875 durch die Firma des Maurermeisters Friedrich Wilhelm Schneider auf dem Nordteil des damaligen Friedhofes vor dem Spremberger Tor errichtet. Die Einweihung der für 500 Schülerinnen konzipierten Mädchenschule erfolgte am 8. April 1875, im Jahr 1880 wurden bereits 72 Schülerinnen in einer Klasse unterrichtet. 1908 wurde der Komplex um eine Turnhalle erweitert, in den Jahren 1928 und 1929 wurde das ursprünglich elfachsige Gebäude im Westen um zwei und im Osten um drei Achsen erweitert. Der Unterricht wurde am 15. Oktober 1929 wieder aufgenommen.
Im April des folgenden Jahres zog die Knaben-Mittelschule in das Gebäude mit ein. 1933 wurde die Schule in „Hindenburg-Schule“ umbenannt, 1948 erhielt die Schule anlässlich des 150. Geburtstages des Cottbuser Landschaftsmalers Carl Blechen den Namen „Carl-Blechen-Schule“. Nachdem die Schule 1978 in die Muskauer Straße 1 umgezogen war, nutzte man das Unterrichtsgebäude als Funktionsgebäude für das Staatstheater und die Turnhalle als öffentliche Probebühne. Dadurch kam es zu einer räumlichen Umgestaltung. Das Gebäude wurde in den 1990er Jahren saniert. Zwischen 2006 und 2008 wurde die Schule in das neu gebaute Einkaufszentrum Blechen Carré eingebunden, da der Abriss des Gebäudes mit Verweis auf den Denkmalschutz nicht genehmigt wurde. Seitdem wird das Haus als Geschäftshaus genutzt.

## Architektur
Das Schulgebäude ist ein rechteckiger Bau aus rotem Klinkermauerwerk mit drei Geschossen und vierzehn Achsen. Die Fassade ist mit Formsteinen verziert, die Gliederung erfolgt durch Wandfelder mit Rundbogenfries und Zahnschnittfries sowie seitliche Strebepfeiler. Das Erdgeschoss ist durch ein Sohlbankgesims überhöht dargestellt und hat ein Eingangsportal mit Zinkbeschlägen, das sich vor der Erweiterung in den 1920er Jahren in der mittleren Achse befand. Die Fenster des Gebäudes sind hochrechteckig und segmentbogig. Die Rückseite ist analog gestaltet, überzogen ist die Bürger-Töchterschule mit einem Walmdach. Die Turnhalle ist über einen Zwischenbau an der Nordostecke des Hauptgebäudes mit diesem verbunden. Im Innenraum hat die Halle eine verzierte Holzbalkendecke.